# Лео Баптистан
Леона́рдо Карри́льо Баптиста́н (порт.-браз. Leonardo Carrilho Baptistão; 26 августа 1992, Сантус), более известный как Ле́о Баптиста́н (порт.-браз. Léo Baptistão) — бразильский футболист, вингер клуба «Альмерия». 
В сезоне 2013/14 установил уникальный рекорд в чемпионате Испании. 21-летний форвард стал первым в истории Примеры футболистом, который за один сезон завоевал золотые медали и вылетел из высшего дивизиона, так как принадлежа мадридскому «Атлетико», он провёл вторую половину сезона за «Бетис».

## Клубная карьера

### Ранние годы
Лео Баптистан родился в 1992 году в Сантусе, одном из пригородов Сан-Паулу, в семье врача. Футболом начал заниматься в клубе «Португеза Сантиста», вместе с Неймаром. В 16 лет он оказался на просмотре в академии «Райо Вальекано», однако при медобследовании у Лео обнаружили гепатит, из-за чего ему пришлось на некоторое время вернуться домой. После окончательного выздоровления, которое длилось около года, Лео отправился в аренду в клуб «Сан-Фернандо» для набирания игровых кондиций.

### «Райо Вальекано»

#### Сезон 2011/12
В июле 2011 года Баптистан был включён в заявку основной команды на предсезонные матчи. Дебютировал Лео в футболке «Райо» 11 августа в товарищеском матче с хихонским «Спортингом», однако в середине 2 тайма получил перелом ключицы и покинул поле на носилках.

#### Сезон 2012/13
25 августа 2012 года Лео впервые вышел на поле в официальных матчах за «Райо», ассистировав Пити в поединке с «Бетисом» (1:2). 16 сентября Баптистан забил за «вальеканос» свой первый гол, поразив ворота мадридского «Атлетико» (3:4). Спустя месяц, 21 октября, он отличился первым дублем в карьере в игре против «Эспаньола» (2:3). С первых игр Лео стал основным игроком команды, выступая в центре нападения. 3 ноября бразилец отдал сразу 2 голевые передачи на всё того же Пити, принеся «Райо» важную победу над «Малагой» (2:1). В период зимнего трансферного окна Баптистан был связан слухами о переходе в такие клубы, как «Манчестер Юнайтед», «Ливерпуль», «Куинз Парк Рейнджерс», «Лидс» и «Брайтон». 16 января Лео получил повреждение мышцы паха и выбыл на 2 недели. 14 февраля Баптистан забил свой первый гол после восстановления, поразив ворота «Атлетико», где его клуб взял реванш, одержав победу со счётом 2:1. В конце апреля он снова стал испытывать проблемы с ключицей, из-за чего пропустил остаток сезона.

### «Атлетико Мадрид»
3 июня 2013 года Баптистан официально перешёл в «Атлетико Мадрид», заключив 5-летний контракт. Заявление на официальном сайте «Райо» гласило:

Клуб выражает благодарность Лео Баптистан за профессионализм и преданность, которые он показывал за все годы, защищая цвета «Райо». Мы желаем ему удачи как в личной жизни, так и на следующих стадиях его футбольной карьеры.

Дебютировал Лео за «Атлетико» 21 августа 2013 года в игре за Суперкубок Испании против «Барселоны» (1:1). 18 сентября он забил свой первый гол за «матрасников», поразив ворота питерского «Зенита» (3:1) в рамках группового этапа Лиги чемпионов.
В январе 2014 года перешёл на правах аренды в «Бетис», с которым вылетел из Примеры. Однако за счёт игр за «Атлетико» в начале сезона был награждён золотыми медалями, которые мадридский клуб выиграл в том сезоне.

### «Ухань Чжоэр»
31 января 2019 года Баптистан перешёл в стан новичка чемпионата Китая «Ухань Чжоэр», сумма трансфера составила 5.8 € млн.

## Достижения
«Атлетико Мадрид»
- Чемпион Испании: 2013/14

## Клубная статистика
| Выступление             | Выступление      | Выступление      | Лига | Лига | Кубок | Кубок | Еврокубки | Еврокубки | Другое | Другое | Итого | Итого |
| Клуб                    | Лига             | Сезон            | Игры | Голы | Игры  | Голы  | Игры      | Голы      | Игры   | Голы   | Игры  | Голы  |
| ----------------------- | ---------------- | ---------------- | ---- | ---- | ----- | ----- | --------- | --------- | ------ | ------ | ----- | ----- |
| Райо Вальекано Б        | Сегунда B        | 2011/12          | 17   | 4    | 0     | 0     | —         | —         | 0      | 0      | 17    | 4     |
| Райо Вальекано Б        | Итого            | Итого            | 17   | 4    | 0     | 0     | —         | —         | 0      | 0      | 17    | 4     |
| Райо Вальекано          | Ла Лига          | 2012/13          | 28   | 7    | 1     | 0     | —         | —         | 0      | 0      | 29    | 7     |
| Райо Вальекано          | Итого            | Итого            | 28   | 7    | 1     | 0     | —         | —         | 0      | 0      | 29    | 7     |
| Атлетико Мадрид         | Ла Лига          | 2013/14          | 5    | 0    | 1     | 0     | 3         | 1         | 2      | 0      | 11    | 1     |
| Атлетико Мадрид         | Итого            | Итого            | 5    | 0    | 1     | 0     | 3         | 1         | 2      | 0      | 11    | 1     |
| Реал Бетис (аренда)     | Ла Лига          | 2013/14          | 17   | 1    | 1     | 0     | 4         | 1         | 0      | 0      | 22    | 2     |
| Реал Бетис (аренда)     | Итого            | Итого            | 17   | 1    | 1     | 0     | 4         | 1         | 0      | 0      | 22    | 2     |
| Райо Вальекано (аренда) | Ла Лига          | 2014/15          | 25   | 7    | 1     | 0     | —         | —         | 0      | 0      | 26    | 7     |
| Райо Вальекано (аренда) | Итого            | Итого            | 25   | 7    | 1     | 0     | —         | —         | 0      | 0      | 26    | 7     |
| Вильярреал (аренда)     | Ла Лига          | 2015/16          | 26   | 3    | 2     | 1     | 6         | 2         | 0      | 0      | 34    | 6     |
| Вильярреал (аренда)     | Итого            | Итого            | 26   | 3    | 2     | 1     | 6         | 2         | 0      | 0      | 34    | 6     |
| Эспаньол                | Ла Лига          | 2016/17          | 21   | 6    | 1     | 0     | —         | —         | 0      | 0      | 22    | 6     |
| Эспаньол                | Ла Лига          | 2017/18          | 36   | 8    | 4     | 1     | —         | —         | 0      | 0      | 40    | 9     |
| Эспаньол                | Ла Лига          | 2018/19          | 20   | 2    | 4     | 1     | —         | —         | 0      | 0      | 24    | 3     |
| Эспаньол                | Итого            | Итого            | 77   | 16   | 9     | 2     | —         | —         | 0      | 0      | 86    | 18    |
| Ухань Чжоэр             | Суперлига        | 2019             | 1    | 0    | 0     | 0     | —         | —         | 0      | 0      | 1     | 0     |
| Ухань Чжоэр             | Итого            | Итого            | 1    | 0    | 0     | 0     | —         | —         | 0      | 0      | 1     | 0     |
| Всего за карьеру        | Всего за карьеру | Всего за карьеру | 196  | 38   | 15    | 3     | 13        | 4         | 2      | 0      | 226   | 45    |